# 溝切唇魚
溝切唇魚（学名：Exoglossum laurae）为輻鰭魚綱鯉形目雅羅魚科的其中一種，分布於北美洲美國紐約州和賓夕法尼亞州的阿勒格尼河上游、杰納西河上游（安大略湖流域）、西維吉尼亞州、維吉尼亞州和北卡羅來納州的新河上游以及俄亥俄州的大邁阿密河和小邁阿密河流域，體色深灰色到棕黑色不等，全身都有紫色斑點，腹部呈白色，8條背鰭條、7條臀鰭條、8條腹鰭條和13至17條胸鰭條，體長可達16公分，棲息在河川上游具礫石底質的底層水域。

## 扩展阅读
維基物種上的相關：溝切唇魚